# Mediolànum (Gàl·lia Cisalpina)
Mediolànum (en grec antic Μεδιόλανον o Μεδιολάνιον) va ser la ciutat principal dels ínsubres a la Gàl·lia Cisalpina, i durant molt de temps la capital d'aquella regió. Estava situada a mig camí dels rius Ticinus i Addua, en una gran plana ubèrrima a unes 28 milles romanes del peu dels Alps a Comum, i a la mateixa distància del riu Padus prop de Ticinum.
El seu centre correspon a l'actual ciutat de Milà, de la qual representa l'evolució històrica. Possiblement s'anomenava Medhelan pels celtes, nom que podria significar 'al mig del pla' o 'entre cursos d'aigua', donada la presència dels rius Olona, Lambro, Seveso i dels torrents Nirone i Pudiga prop de la població.
S'atribueix la seva fundació als gals en el moment en què es van establir al nord d'Itàlia. Titus Livi, que descriu molt bé el territori, diu que els fundadors van ser els ínsubres. Estrabó diu que era més aviat un poble que una ciutat, però la menciona diverses vegades com a seu dels ínsubres durant les guerres amb els romans. L'any 222 aC, després de la batalla de Clastídium, la van atacar i conquerir els cònsols romans Marc Claudi Marcel i Gneu Corneli Escipió Calvus. L'any 194 aC es va lliurar una batalla prop de la ciutat entre el procònsol romà Luci Valeri Flac i una coalició d'ínsubres i bois que lluitaven sota un cap anomenat Dorilacus. Segons Titus Livi, els gals van perdre deu mil homes. El 303, l'emperador Maximià hi va establir la residència imperial permanent (abans ho havia estat temporalment d'algun emperador), i hi fou enterrat. L'any 381, Gracià desplaça oficialment la cort imperial d'Augusta dels Trèvers a Mediolanum; això durarà fins al 404, any en què Honori després de la invasió d'Alaric es va traslladar a Ravenna.